# Matilde Vitillo
Matilde Vitillo (Torino, 8 marzo 2001) è una pistard e ciclista su strada italiana che corre per il Liv AlUla Jayco Women's Continental Team. Su strada ha vinto una tappa alla Vuelta a Burgos 2022, mentre su pista ha conquistato, sempre nel 2022, due titoli Under-23 ai campionati europei di categoria.

## Palmarès

### Strada
- 2022 (BePink, una vittoria)

2ª tappa Vuelta a Burgos (Sasamón > Aguilar de Campoo)

### Pista
- 2019 (Juniores)

Campionati europei, Corsa a punti Junior
Campionati europei, Inseguimento a squadre Junior (con Camilla Alessio, Eleonora Gasparrini, Giorgia Catarzi e Sofia Collinelli)
Campionati del mondo, Inseguimento a squadre Junior (con Camilla Alessio, Giorgia Catarzi, Eleonora Gasparrini e Sofia Collinelli)
- 2022

Campionati europei, Inseguimento a squadre Under-23 (con Eleonora Gasparrini, Vittoria Guazzini e Silvia Zanardi)
Campionati europei, Americana Under-23 (con Silvia Zanardi)

## Piazzamenti

### Grandi Giri
- Giro d'Italia

2021: 77ª
2022: non partita (7ª tappa)
2023: 78ª
- Vuelta a España

2023: 89ª

### Competizioni mondiali
- Campionati del mondo su strada

Innsbruck 2018 - In linea Junior: 34ª
Yorkshire 2019 - In linea Junior: 23ª
- Campionati del mondo su pista

Francoforte sull'Oder 2019 - Inseguimento a squadre Junior: vincitrice
Francoforte sull'Oder 2019 - Corsa a punti Junior: 9ª

### Competizioni continentali
- Campionati europei su strada

Brno 2018 - Cronometro Junior: 10ª
Zlín 2018 - In linea Junior: 27ª
Alkmaar 2019 - In linea Junior: 61ª
Anadia 2022 - Staffetta mista Under-23: 7ª
Anadia 2022 - In linea Under-23: 22ª
- Campionati europei su pista

Gand 2019 - Corsa a punti Junior: vincitrice
Gand 2019 - Inseguimento a squadre Junior: vincitrice
Anadia 2022 - Inseguimento a squadre Under-23: vincitrice
Anadia 2022 - Americana Under-23: vincitrice
Sangalhos 2023 - Inseguimento a squadre Under-23: 3ª
Sangalhos 2023 - Americana Under-23: 5ª
Sangalhos 2023 - Omnium Under-23: 8ª